# Johan David Schwartz

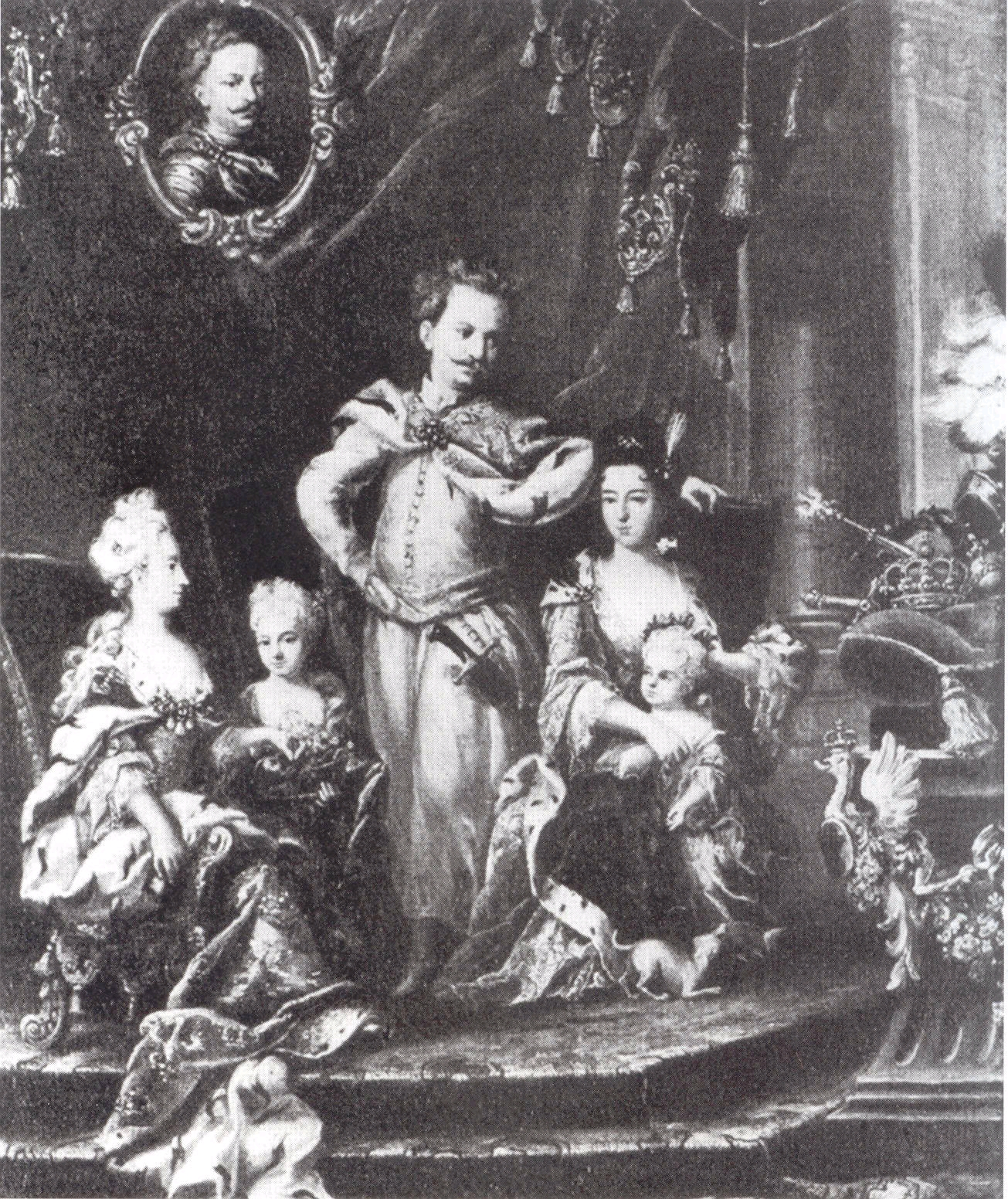
King Stanisław Leszczyński and his family

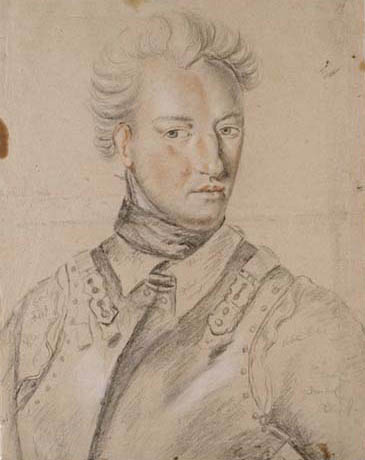
Karl XII, teckning av Johan David Schwartz

Johan David Schwartz (eller Swartz), född den 12 september 1678 i Stockholm, död i maj 1729 i Stockholm, var en svensk konstnär, särskilt verksam som porträttmålare.

## Familj
Schwartz föräldrar var vinskänken Johan Ehrichson Swart och hans hustru Barbro Andersdotter Örth (eller Örtz). Han gifte sig före 1718 med Margareta Hohenthal (d. 1725).

## Biografi
Johan David Schwartz härstammade från Skå socken i Uppland, där fadern ligger begravd, men familjen var av tyskt ursprung. Den första utbildningen fick han i Stockholm som elev hos den tyskfödde konstnären David von Krafft, som lärde upp honom till porträttmålare. Enligt ett intyg från sin lärare reste han år 1701 utomlands "um sich in seiner Wissenschaft weiter zu perfectionieren". Via de beställningar av porträtt han fick, kan vi få en hum om hans resor. Det är möjligt att han studerade i Paris, men den franska senbarockstilen kan han också ha tillägnat sig i David von Kraffts ateljé eller vid något tyskt hov.
Åren 1706–1707 tillbringade han i Karl XII:s läger vid Altranstädt, där han fick hedersuppdraget att måla av konungen. Under denna period gjorde han också flera officersporträtt i en stil som skulle kunna benämnas som karolinsk. Johan David återvände förmodligen 1708 till Sverige men reste åter utomlands 1712. Denna gång besökte han Holstein, Berlin och London för att sedan återvända till Sverige för gott år 1714. Enligt en adresskalender för Stockholm, utgiven 1728, bodde han vid "Stora torg" såsom tillhörande "de ansenligaste af Borgerskapet".

## Konstnärskap
Johan David Schwartz brukar ofta anses som David von Kraffts bäste och mest framgångsrika elev. Hans äldsta kända målning är ett självporträtt från 1700. Detta finns numera på Nationalmuseum i Stockholm. Om hans första arbeten verkar osjälvständiga, fann han under sina utlandsresor snart en personlig stil. Schwartz var upphovsman till originalet till det välkända formella Karl XII-porträttet "Karl XII, 1682–1718, kung av Sverige, pfalzgreve av Zweibrücken", möjligen mer känt genom den kopia (oljemålning av David von Krafft) som tillhör Nationalmuseum. 
I porträttet av Karl XII visar han en kärv realism som korresponderar med det karolinska krigaridealet. Via påverkan från kontinentens porträttstilar blir hans måleri friare och starkare i färgen utan att han därmed lämnar stormaktstidens stilideal.
Johan David verkade huvudsakligen som porträttmålare (Magnus Stenbock (1712), Arvid Horn (1718), Arvid Horn och hans gemål, två imponerande ceremoniporträtt (1726), akademiräntmästaren B. Rommel (1725, Uppsala akademi), Mattias Steuchius (Linköping) med flera), men han gjorde också ett epitafium över sin fader och ett par altartavlor. Under sin vistelse i London i början av 1710-talet målade han troligen Döden och girigheten.
Efter original av honom finns kopparstick av Erik Geringius och Haton. Johan David Schwartz finns representerad bland annat i  Nationalmuseum, Malmö museum, Östergötlands länsmuseum, på Drottningholms slott och i Lunds universitet.

## Kända verk i svenska kyrkor
- Skå kyrka, Uppland: Epitafium över fadern, ett målning med motivet Pietà. 1701.
- Örtomta kyrka, Östergötland: Altartavla Ecce Homo, 1723.
- Svinstads kyrka, Östergötland: Altartavla Ecce Homo, 1724